# Lenguas pahari
Las lenguas pahari (de पहाड़ी (Devanagari) del término pahar 'montañas') o lenguas indoarias septentrionales son un grupo geográfico de lenguas indoarias habladas en las partes bajas de las cordilleras del Himalaya, desde Nepal en el este, a través de los estados indios de Uttarakhand, Himachal Pradesh hasta el Jammu y Cachemira.

## Clasificación
Las lenguas pahari no forman un grupo filogenético coherente, sino que caen en tres grupos filogenéticos bien establecidos. Los grupos oriental y central han sido agrupados dentro de un grupo septentrional mientras que el pahari occidental ha sido relacionado con las lenguas indoarias noroccidentales a las que pertenecen el panyabí y otras lenguas. La clasificación filogenética establecida es la siguiente:
- Pahari oriental
  - Jumli, es hablado por unas 40 mil personas en la región de Karnali de Nepal.[1]
  - Nepalí es hablado por unos 11,1 millones de personas en Nepal, y 265 mil en Bután, y otros 2,5 millones en India (estados de Arunachal Pradesh, Assam, Bihar, Haryana, Himachal Pradesh, Manipur, Meghalaya, Mizoram, Nagaland, Sikkim, Tripura, Uttar Pradesh, Uttarakhand y Bengala occidental. Tiene carácter oficial en Nepal e India.[2]
  - Palpa, es hablado por unas 7500 personas en Lumbini en Nepal.[3]
- Pahari central
  - Kumaoni, es hablado por 2,36 millones de personas en Uttarakhand[4] y por unos 1,5 millones en Nepal.
  - Garhwali.

Estas lenguas parecen más cercanas al rayastaní que al hindi.
- Pahari occidental, son una docena de lenguas, de las cuales el Dogri es la mejor conocida.